# Іван Підкова
Іва́н Підко́ва (Іван Серпяга, Карапет Серпега, Іван Вода (Воде), Іоан Вірменин; рум. Ioan al IV-lea Potcoavă; 1533, Брацлавщина або Молдавське князівство — 16 червня 1578, Львів) — козацький кошовий отаман, молдавський господар (1577—1578). Ймовірно, рідний брат молдовського господаря Івана III Воде Лютого.

## Походження гетьмана Підкови
Існує 3 версії походження Івана Підкови. Згідно з аналізом Л.Циганенко, за однією версію він був братом молдавського господаря Іоанна ІІІ Лютого, за другою — походив з роду Баторіїв і звідти втік до козаків через родинні суперечки, а за третьою — мав вірменське походження. За переказами, немовлям був врятований від кримських татар; вихований козаками (згадано в народній думі «Люлі немовляті Івоні» (за Йосифом Богданом Залеським).
Мав рідкісну фізичну силу і надзвичайний зріст, запросто ламав руками підкови (за це запорожці прозвали його «Підковою»), міг зупинити віз, запряжений 6 кіньми, ухопивши його за заднє колесо, та був здатен волячим рогом пробити дубові ворота. Його охрестили «Волошенином», себто по-тодішньому молдованином. Його зріст був 2 м 29 см.

## Життєпис
На Запоріжжі Іван Підкова з'явився у 1556 році, привівши з собою цілий козацький полк. Брав участь у морських походах під проводом Самійла Кішки. Пізніше водив козацькі флотилії самостійно і спалював передмістя татарських приморських поселень. Очолювані ним козацькі загони завдали поразок татарам під Очаковом, Кафою, Ґезлевим.

На початку листопада 1577 року Іван Підкова як брат молдавського господаря Івана (Івоні) Воде Лютого за підтримки козацького загону на чолі з гетьманом Яковом Шахом почав боротьбу проти ставленика Османської імперії, молдовського господаря Петра VI Кульгавого. Козацьке військо розгромило загони Петра Мірчича, 30 листопада 1577 року визволило Ясси. Підкова був проголошений молдовським господарем, Яків Шах із козацьким загоном повернувся на Січ.
1578 року війська Османської імперії ввійшли до Молдовського князівства.

## Страта Івана Підкови
Яків Шах, який допомагав Підкові, гостив у Немирові у брацлавського воєводи Януша Збаразького, який порадив йому, аби Підкова для примирення з королем Стефаном Баторієм поїхав для цього до Варшави. Король прийняв його і наказав кинути до в'язниці. Після сейму він їхав до Львова, а Підкову відправив до равської в'язниці. Король хотів ще під час сейму стратити Підкову, але не міг, бо шляхта була проти. У Львові на вимогу султана Мурада III Підкову було таки страчено. Мурад III скаржився також на брацлавського воєводу Януша Збаразького та на Філона Кміту.
Підкову за присутності великої кількості народу й османських послів стратили у Львові 16 червня 1578 року за рішенням короля Стефана Баторія на Ринковій площі. Перед стратою за переказами в останньому слові гетьман сказав:
|  | Мене привели на смерть, хоч у своєму житті я не звершив нічого такого, за що заслужив би такий кінець. Я знаю одне: я завжди боровся мужньо як чесний лицар проти ворогів християнства і завжди діяв для добра і користі своєї Батьківщини, і було у мене єдине бажання — бути їй опорою і захистом… |

Тіло забрали руські братчики і поховали у місцевій Успенській церкві. Черкаські козаки викрали його останки і перевезли їх до Канева, де поховали в одному з православних монастирів під Чернечою горою (там похований і Самійло Кішка).
Рейнольд Гайденштайн склав докладний опис страти І. Підкови, який поціновують в українській історіографії.

## Помста козаків та Якова Шаха за страту Івана Підкови

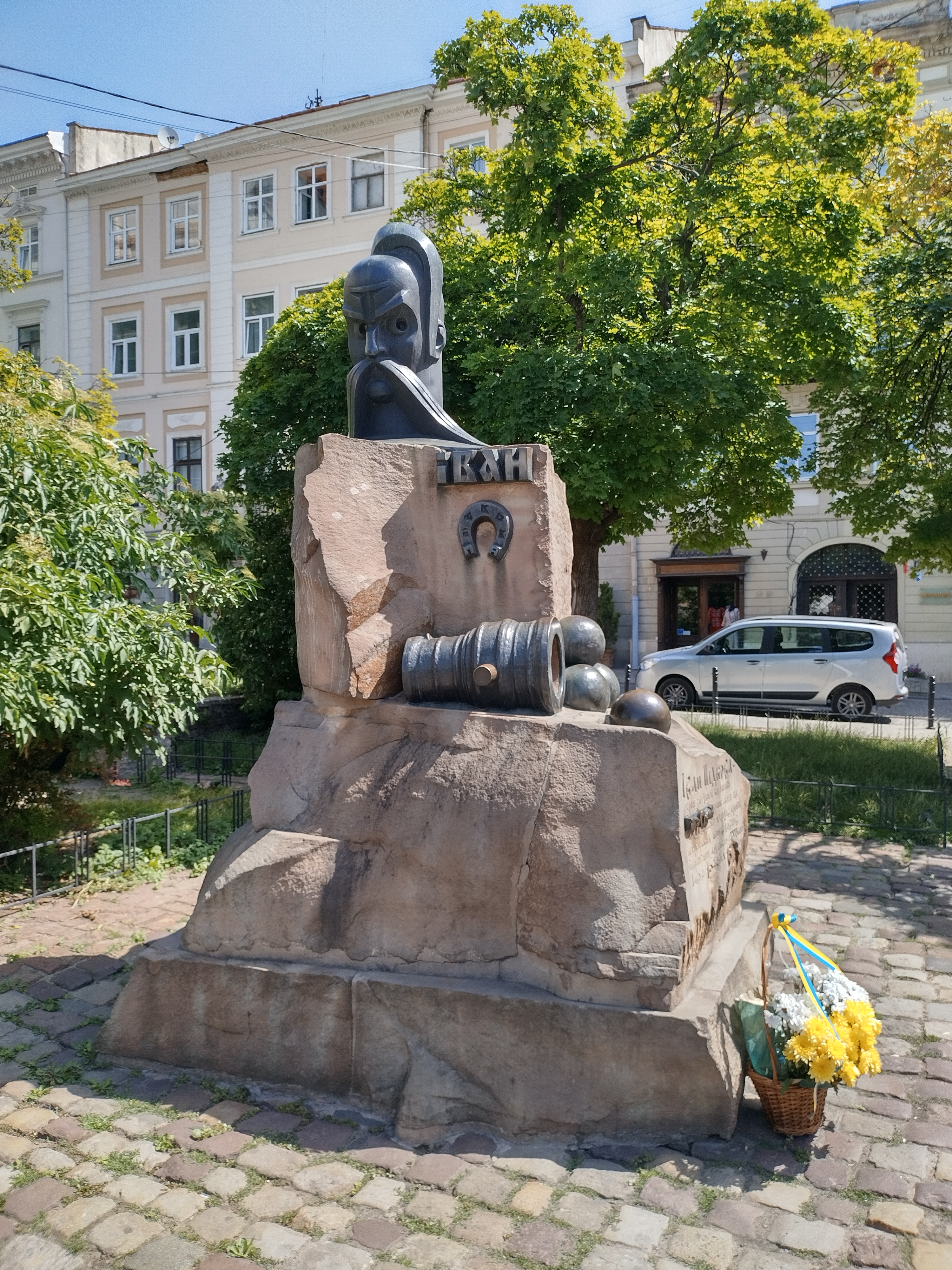
Пам'ятник Івану Підкові у Львові

Козаки після його страти здійснили 6 походів у Молдовське князівство разом із братом Підкови Александрелом. Помстився за Івана Підкову і Яків Шах: він наказав повісити перед костелом св. Миколая 18 молдовських бояр. Коли це дійшло до Стамбула, османський султан зажадав страти Якова Шаха; Яків Шах був знятий із гетьманства козацькою старшиною і засланий до Канівського монастиря. Пізніше він добровільно став монахом.

## Вшанування пам'яті

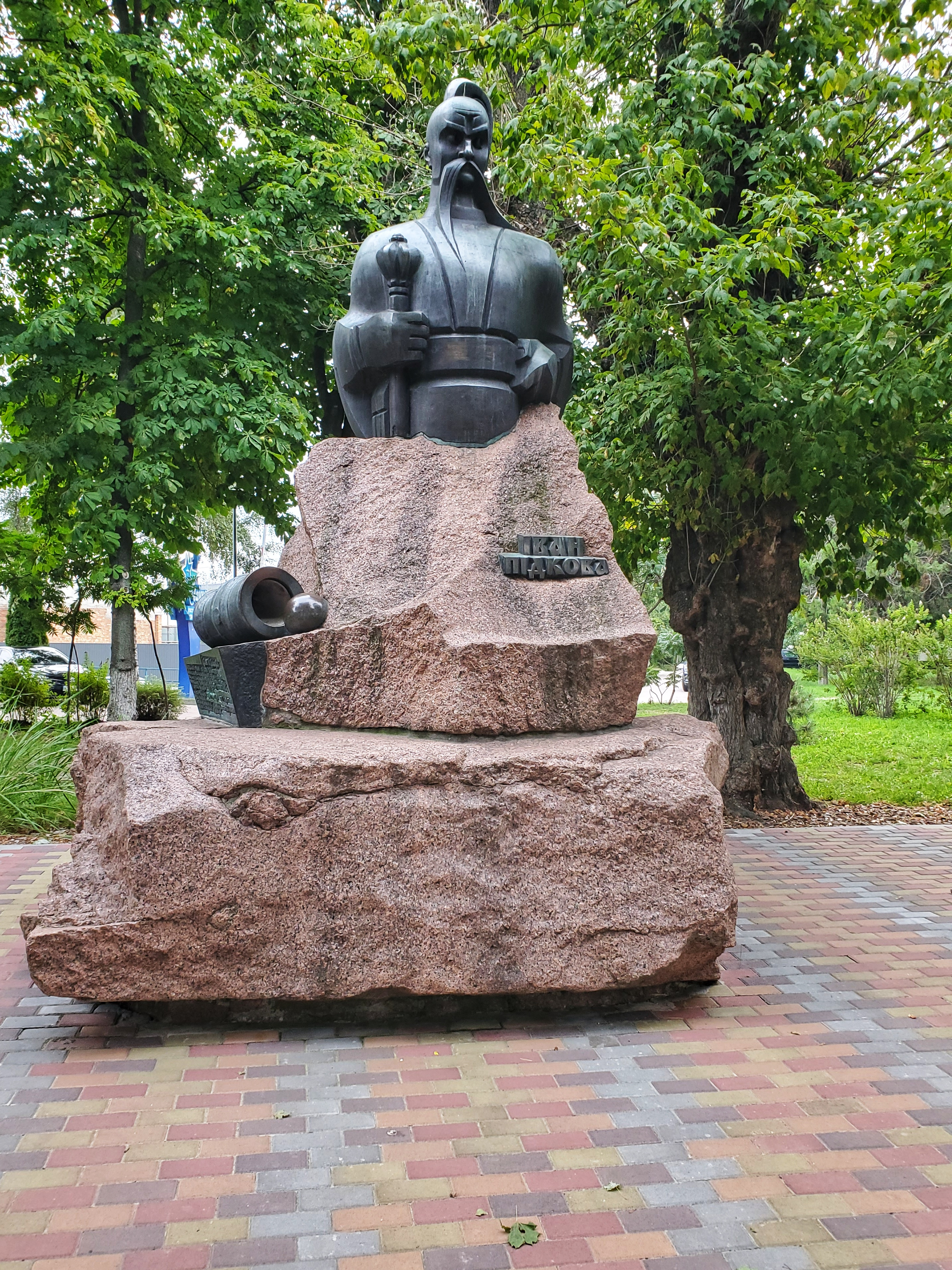
Пам'ятник Івану Підкові у місті Черкаси

### Топоніми
- У ряду міст України є вулиця Івана Підкови.
- вулиця Підкови у Жовкві
- вулиця Івана Підкови у Каневі.
- вулиця Івана Підкови у Києві
- вулиця Івана Підкови у Кривому Розі.
- вулиця Івана Підкови у Ковелі.
- вулиця Івана Підкови у Рівному.
- вулиця Івана Підкови у Сокалі
- вулиця Івана Підкови у Тернополі.
- вулиця Івана Підкови у Хмельницькому.
- вулиця Івана Підкови у Ходорові.
- вулиця Івана Підкови у Чернівцях.
- вулиця Івана Підкови у Яворові.
- провулок Івана Підкови у Кременчуці.
- провулок Івана Підкови у Тернополі
- провулок Івана Підкови у Хмельницькому
- провулок Івана Підкови у Ходорові.
- площа Івана Підкови у місті Львів.

### Пам'ятники
- У місті Львові пам'ятник Івану Підкові встановлено на площі Підкови в 1982 р. Скульптор Петро Кулик, архітектор Володимир Блюсюк.
- У місті Черкаси пам'ятник Івану Підкові встановлено в 1986 р.
- У місті Каневі пам'ятник Івану Підкові встановлено в 2010 року біля підніжжя Чернечої гори. Скульптор Петро Кулик, архітектори Володимир Блюсюк, К. Малярчук, І. Ренькаса.
- У місті Гданську на будівлі пам'ятки «Великої Збройової Палати» розміщена скульптура Івана Підкови.

## Постать в літературі

### Українська література
- Поема «Іван Підкова» («Виправа на Цариград») Тараса Шевченка, написана орієнтовно 1839 року в Петербурзі. Уперше надруковано в «Кобзарі» 1840 р.
- Вірші «Іван Підкова» (1856) та «У Канівському монастирі» (1870) Сидора Воробкевича
- «Дума об атамане Подкове, убитом Польшей во Львове» (1875) Олександра Павловича
- Поема «Іван Підкова» (1876) С. Пасічинського
- Вірш «Іван Підкова» (1907) Василя Щурата
- Оповідання «Осавул Підкова» (1920) В'ячеслава Будзиновського

Поштовий блок «Козацька Україна»: Іван Богун, Іван Ґонта, Іван Підкова, Іван Сірко

- «Балада про люльку»[8] Івана Драча

### Зарубіжна література
- Образ Івана Підкови відтворено в поемі молдавського поета Ф. Пономаря «Пані і наймит» (1940).
- Івану Підкові присвятив свої романи румунський письменник М. Садовяну — «Соколи» (1903) та «Нікоаре Поткоаве» (1952).